# Перед самым рассветом (фильм, 1946)
«Перед самым рассветом» (англ. Just Before Dawn) — детективный фильм режиссёра Уильяма Касла, который вышел на экраны в 1946 году. Это шестой фильм киносерии о Криминальном докторе, который произвела студия Columbia Pictures.
Фильм рассказывает о докторе Ордуэе (Уорнер Бакстер), который делает пациенту смертельный укол инсулина, не подозревая, что лекарство в ампуле было заменено на яд. После смерти пациента по просьбе инспектора полиции Бернса (Чарльз Д. Браун) Ордуэй начинает расследование, сталкиваясь с тем, что вскоре ещё две женщины, проходящие по делу как свидетельницы, сначала пропадают, а затем оказываются мертвы. Выяснив, что все нити этого дела тянутся к похоронному бюро Карла Гансса (Мартин Кослек), Ордуэй разоблачает его и его подручного Корселли (Марвин Миллер), после чего с помощью хитрого хода вычисляет и главаря всей организации, пластического хирурга, который провёл десятки незаконных операций по изменению внешности преступников.
Как отмечают критики, несмотря на скромный материал, фильм отличает хорошая атмосфера и сильная актёрская игра.

## Сюжет
Вечером владелец морга Карл Гансс (Мартин Кослек) даёт своему сотруднику Касперу (Марвин Миллер) набор диабетика, заменяя в нём ампулу с инсулином на ампулу с ядом…
Тем же вечером известного психиатра доктора Роберта Ордуэя (Уорнер Бакстер), также известного как Криминальный доктор, срочно приглашает в свой дом его соседка Харриет Трэверс (Мона Барри). Она просит оказать помощь своему гостю, диабетику Уолтеру Фостеру (Джордж Микер), который внезапно потерял сознание во время вечеринки. Ордуэй понимает, что с Фостером будет всё в порядке, если сделать ему инъекцию инсулина, после чего просит Армана (Тед Хехт), слугу дома, принести ему инсулин, и тот достаёт набор диабетика из кармана пальто Фостера, передавая его Ордуэю. После того, как Ордуэй делает укол, Фостер на мгновение приходит в себя, а затем умирает со словами: «… дал вам одно лицо…».
Ордуэй просит немедленно вызвать полицию, а на следующий день направляется к инспектору Бернсу (Чарльз Д. Браун) из отдела по расследованию убийств, который подтверждает подозрения Ордуэя в том, что Фостер был отравлен. Как говорит криминалист, доктор Стейнер (Чарльз Лейн) в ампуле, которой воспользовался Ордуэй, был яд, однако затем кто-то подменил её на обычную ампулу с инсулином, значит, соучастник убийства находился среди гостей. Подозрение Бернса падает на слугу Армана, который подавал пальто и мог подменить ампулы, однако Ордуэй полагает, что дело гораздо сложнее. Бернс, который хорошо знает Ордуэя и не раз работал с ним, просит доктора провести собственное расследование и предоставляет ему список гостей, присутствовавших на вечеринке.
Идя по списку, Ордуэй первым делом навещает Клэр Фостер (Адель Робертс), сестру убитого, намереваясь выяснить у неё значение последних слов её брата. Она однако не может ничего прояснить, как и зашедший к ней агент по недвижимости Александр Джирард (Уилтон Графф), который вчера также был на вечеринке. После этого Ордуэй приходит в спортивный клуб к Джеку Суэйну (Крейг Рейнольдс), ещё одному участнику вечеринки, который управляет собственным Институтом здоровья. Суэйн не скрывает, что у него с Клэр роман, и что он ненавидел Фостера, который всячески препятствовал их браку. Когда Ордуэй замечает, что у него был серьёзный мотив убить Фостера, Суэйн отвечает, что, по его мнению, серьёзный мотив был у Трэверсов, так как Фостер постоянно тянул из Харриет деньги. Чтобы выяснить финансовое положение Фостеров, Ордуэй приезжает к адвокату Аллену С. Тобину (Чарльз Арнт), который ведёт дела их семьи. Тобин рассказывает, что вёл дела ещё отца Клэр и Уолтера, который был богатым человеком, и оставил приличное наследство своим детям, каждый из которых получил по 250 тысяч долларов. Клэр оставила деньги в управлении у Тобина и получает приличный ежемесячный доход, однако Уолтер сразу же забрал свои деньги, полностью растратив их за три года. После этого он жил за счёт денег, которые давала ему сестра, а также за счёт каких-то других неизвестных источников. Когда Ордуэй возвращается домой, ему звонит Клэр, сообщая, что нашла последние слова брата, которые оказались цитатой из «Гамлета»: «Бог дал вам одно лицо, а вы себе делаете другое». Она просит Ордуэя срочно приехать, однако пока он добирается, Каспер, который следил за Клэр, хватает её и увозит на катафалке Гансса.
Так и не найдя Клэр, на следующее утро Ордуэй проходит мимо дома Трэверсов, видя табличку, что дом выставлен на продажу. Он решает выяснить причину этого, и заходит в дом, заставая только Харриет, которая объясняет, что они с мужем Клайдом (Роберт Бэррат) решили продать дом, так как не хотят жить там, где убили Фостера. Вскоре заходит Клайд, который говорит Ордуэю, что, по его мнению, убийцы рассчитывали, что Фостер сам вколет себе яд вместо инсулина, и доктор попал в это дело совершенно случайно. Он полагает, что убийцей является какой-то близкий Фостеру человек, который знал и его диабете, и о его планах, и о его пальто. После этого Ордуэй навещает их агента по недвижимости Джирарда, который помог Трэверсам купить этот дом. Он рассказывает, что истинной причиной продажи дома является то, что Харриет и Клайд разводятся из-за отношений Харриет с Фостером. Когда Ордуэй возвращается домой, его навещает Клайд, рассказывая, что у них возникли семейные проблемы, когда Харриет завела роман с Фостером и стала давать ему деньги. В своё время в качестве свадебного подарка Клайд подарил жене много денег в акциях, которых теперь нет. По словам Клайда, Фостер делал то же самое и с другими женщинами, а влюблён он был не в Харриет, а в другую женщину, которую зовут Конни Дэй (Пегги Конверс), и работает она в морге. После ухода Клайда Ордуэй обзванивает морги, наконец попадая на Конни, которая работает у Гансса. Конни отказывается говорить по телефону, назначая Ордуэю встречу после работы у неё дома. Их разговор по параллельной линии подслушивает Гансс, который запирает Конни в прощальном зале морга. Некоторое время спустя появляется Каспер, который заявляет, что Фостер был её любовником, вместе с которым она шантажировала «доктора». после чего обещает ей такую же смерть, как Фостеру. Когда становится известно об исчезновении Конни, инспектор обсуждает ситуацию с Ордуэем, который полагает, что обе женщины исчезли по вине того же человека, который убил Фостера. В тот же день Каспер вместе с психическим больным человеком, которого выдаёт за своего брата Луи (Скелтон Нэггс), приходит на приём к Ордуэю. Когда они проходят в кабинет доктора, Каспер провоцирует Луи, чтобы тот выстрелил в Ордуэя. Доктор хватается за лицо и падает, а Каспер выбрасывает Луи в окно, заявляя вбежавшей секретарше Флоренс Уайт (Айрин Тедроу), что Луи сбежал из психбольницы, после чего спокойно покидает врачебный кабинет.
На следующий день выясняется, что Ордуэй не получил каких-либо серьёзных ранений, однако временно ослеп. Несмотря на это, он продолжает расследование. Инспектор Браун сообщает Ордуэю, что на Каспера не удалось найти никакой информации, что же касается Луи, то он действительно сумасшедший и постоянно проходил лечение в психиатрических клиниках. Ордуэй к этому времени уже уверен, что Клэр и Конни мертвы, так как знали слишком много. Он предлагает вычислить Каспера по отпечаткам пальцев, которые тот должен был оставить на регистрационной карточке при записи на приём. Когда выясняется, что отпечатков Каспера на карточке нет, Ордуэй вспоминает цитату из «Гамлета», после чего выдвигает версию, что их мог свести пластический хирург, который мог также изменить внешность Каспера. Это подозрение усиливается после того, как инспектор Браун сообщает Ордуэю, что в его отдел поступила информация из Вашингтона, что в стране действует пластический хирург, который делает незаконные операции преступникам по всей стране.
Зрение Ордуэя полностью восстанавливается, однако он продолжает делать вид, что по-прежнему слеп, полагая, что это поможет ему в расследовании. Дома его навещают Хэрриет и Клайд Трэверсы, которые сообщают, что решили забыть прошлое и начать всё сначала, и потому не собираются продавать дом. После этого Ордуэй направляется в полицейский архив, где по картотеке сверяет почерки преступников с почерком Каспера в его регистрационной карточке. В итоге он находит преступника по имени Джипси Корселло, который отбывал семилетний срок за вооружённое ограбление и два года назад вышел на свободу. Почерк Корселло полностью идентичен почерку Каспера, хотя внешность изменена. Ордуэй нанимает знакомого частного детектива, которому поручает следить за своей секретаршей Флоренс, которая видела лицо Каспера, и потому он может попытаться её убить. Вскоре детектив выслеживает Каспера, который в свою очередь уже следил за Флоренс. После этого Ордуэй направляется к знакомому театральному гримёру (Байрон Фолджер) с просьбой загримировать его по фотографии под известного преступника Пита Гастингса, который находится в бегах после недавнего ограбления банка в Индиане.
С изменённой внешностью Ордуэй приезжает к Касперу. Представившись Гастингсом, Ордуэй говорит, что его дружки рекомендовали ему обратиться по этому адресу, чтобы сделать пластическую операцию. Тщательно допросив Ордуэя и сверив его внешность с фотографией Гастингса в газете, Каспер отправляет доктора в морг к Ганссу. Когда Гансс уже обсуждает с Ордуэеем условия операции, неожиданно звонит Каспер. Он говорит, что только что услышал в новостях по радио, что Гастингс был застрелен полицией, и следовательно присланный им человек — «либо стукач, либо коп». После этого, делая вид, что готовит его к операции, Гансс укладывает Ордуэя на операционный стол и под видом лекарства собирается ввести ему яд. Догадавшись, что Гансс собирается убить его, Ордуэй вырывается и сильно бьёт Гансса по лицу, в результате чего тот теряет сознание. Затем Ордуэй звонит в полицию, которая арестовывает Гансса и подъехавшего вскоре Каспера. После этого доктор Стейнер обследует последние захоронения, которая провела фирма Гансса, обнаруживая в двух гробах тела Клэр и Конни, которые были отравлены тем же ядом, что и Фостер. Стейнер также сообщает Ордуэю, что Гансс собирался отравить тем же ядом и его.
Однако Ордуэй не считает дело закрытым, полагая, что есть кто-то ещё, кто делал пластические операции, и кому Гансс и Каспер подчинялись. Чтобы разоблачить злодея, Ордуэй, который всё ещё претворяется слепым, организует вечеринку для всех, кто был связан с этим делом, объявляя, что преступники схвачены и дело закрыто. Затем наедине Ордуэй беседует с некоторыми из гостей, конфиденциально сообщая им, что на самом деле расследование продолжается и убийца находится среди гостей. После того, как все гости расходятся, неожиданно возвращается Джирард, который говорит, что забыл очки. Ордуэй предлагает ему выпить, и видит, как Джирард подсыпает в его рюмку яд, однако не подаёт вида, продолжая изображать слепого. После того, как Ордуэй выпивает свою рюмку, Джирард объявляет, что через несколько минут тот умрёт, и решает рассказать ему о своих преступлениях. Он говорит, что убил Фостера, а затем по его указанию устранили Клэр и Конни. Далее он рассказывает, что сам является врачом, хотя его и лишили лицензии. Тем не менее, он сделал пластические операции не только Касперу, но и почти сотне других преступников. Когда Фостер через Конни узнал об этом, то попытался его шантажировать, за что и был убит. Джирард однако не знает, что перед их встречей Ордуэй принял вещество, замедляющее действие яда, а в соседней комнате находится полиция с аппаратурой, которая зафиксировала его признание. После того, как полиция уводит Джирарда, Ордуэй быстро бежит к доктору Стейнеру, который делает ему промывание желудка.

## В ролях
- Уорнер Бакстер — доктор Роберт Ордуэй
- Адель Робертс — Клэр Фостер
- Мартин Кослек — Карл Гансс
- Мона Барри — Харриет Трэверс
- Марвин Миллер — Каспер / Джипси Корселло
- Чарльз Д. Браун — инспектор Бёрнс
- Роберт Бэррат — Клайд Трэверс

### В титрах не указаны
- Уилтон Графф — Александр «Алек» Джирард
- Чарльз Арнт — адвокат Аллен С. Тобин
- Пегги Конверс — Конни Дэй
- Байрон Фолджер — Харрис, гримёр
- Чарльз Лейн — доктор Стейнер

## Создатели фильма и исполнители главных ролей
Режиссёр Уильям Касл в 1944—1946 годах поставил несколько фильмов нуар из серии о Свистуне, на его счету также такие фильмы нуар, как «Когда незнакомцы женятся» (1944), «Поддержка» (1949), «Джонни-стукач» (1949), «Голливудская история» (1951) и «Толстяк» (1951). Позднее Касл прославился как специалист по фильмам ужасов благодаря таким картинам, как «Дом ночных призраков» (1959), «Тинглер» (1959), «Со склонностью к убийству» (1960), «Мистер Сардоникус» (1961) и «Смирительная рубашка» (1964).
Уорнер Бакстер в 1930 году был удостоен премии «Оскар» за исполнение главной роли в музыкальном вестерне «В старой Аризоне» (1928). В общей сложности Бакстер сыграл в 107 фильмов, среди которых детектив «Запад Занзибара» (1928), музыкальная комедия «42-я улица» (1933), романтическая криминальная драма «Пентхаус» (1933), историческая биографическая драма «Узник острова акул» (1936) и военная драма «Путь к славе» (1936). В период с 1943 по 1949 год Бакстер сыграл главную роль в десяти детективных фильмах сериала студии Columbia Pictures о Криминальном докторе. Однако, как замечает историк кино Дерек Уиннерт, «к сожалению, Бакстер испытывал проблемы со здоровьем во время работы над сериалом, и через два года после съёмок десятого фильма умер от пневмонии».

## История создания фильма
В основу серии фильмов о Криминальном докторе положен радиосериал «Криминальный доктор», который выходил в эфир на канале CBS с 1940 по 1947 год. По информации историка кино Дерека Уиннерта, с 1943 по 1949 год на основе радиосериала студия Columbia Pictures выпустила серию из 10 малобюджетных детективных фильмов о Криминальном докторе с Уорнером Бакстером в главной роли доктора Роберта Ордуэя".
Рабочее название этого фильма было «Раскрыто Криминальным доктором» (англ. Exposed by the Crime Doctor).
Согласно информации «Голливуд Репортер» от ноября 1945 года, роль Карла Гансса должен был сыграть Людвиг Донат.
Фильм находился в производстве с 5 ноября по 20 ноября 1945 года и вышел в прокат 7 марта 1946 года.

## Оценка фильма критикой
Как отмечено в рецензии на фильм в журнале TV Guide, «в этом, седьмом из десяти фильмов о Криминальном докторе, Бакстер снова идёт по следу кровожадного головореза. Выслеживая его всю ночь, доктор раскрывает тайну со своим обычным чутьём, спасая себя, свою репутацию психиатра и находящуюся в опасности Робертс».
По мнению историка кино Дерека Уиннерта, «крепкая актёрская игра и мрачная атмосфера интриги обеспечивают результат этому триллеру, в основу которого положен довольно скромный материал».
По словам историка кино Майкла Питтса, «несмотря на то, что фильм по-прежнему вызывает мурашки по коже, он был относительно более мягким в передаче ужасов по сравнению с предыдущими фильмами серии».